# Cyclosa octotuberculata
Cyclosa octotuberculata Karsch, 1879 è un ragno appartenente alla famiglia Araneidae.

## Etimologia
Il nome proprio della specie deriva dalla forma inconfondibile dell'opistosoma, che possiede 8 tubercoli più o meno evidenti.

## Caratteristiche
Gli esemplari femminili raccolti sono di dimensioni: cefalotorace lungo 3,68-4,65mm, largo 2,88-3,55mm; opistosoma lungo 6,40-9,25mm, largo 3,87-5,55mm.

## Distribuzione
La specie è stata reperita in Corea, Cina, Giappone e Taiwan: le principali località giapponesi sono: Shirakawano nella prefettura di Fukushima; Kinchakuden nella prefettura di Saitama; Katsuragi, nella prefettura di Chiba.

## Tassonomia
Al 2013 non sono note sottospecie e dal 2012 non sono stati esaminati nuovi esemplari.